# Кансай-Мару
Кансай-Мару — транспортне судно, яке під час Другої світової війни взяло участь у операціях японських збройних сил в Сіамі, Малаї та архіпелазі Бісмарка.

## Передвоєнна історія
Судно, яке спершу мало назву Квансай-Мару, спорудили в 1930 році на верфі Yokohama Dock для компанії Kishimoto Kisen.
Окрім транспортування вантажів, воно могло перевозити 5 пасажирів першого класу та протягом передвоєнного десятиліття здійснювало рейси до Лос-Анджелесу, Нью-Йорку, Сінгапуру.
У 1937-му новим власником стала компанія Harada Kisen, яка перейменувала судно на Кансай-Мару.
27 вересня 1941-го Кансай-Мару реквізували для потреб Імперської армії Японії.

## Вторгнення до Сіаму
Ще до початку війни, 4 грудня 1941-го, Кансай-Мару та ще 17 суден полишили порт Самах на острові Хайнань та попрямували на південь, маючи на борту частини 25-ї армії, котрі мали висадитись на перешийку Кра, в Сінгорі, Патані (все — Сіам) та Кота-Бару (британська Малая).
6 грудня конвой розділився на чотири загони, при цьому Кансай-Мару опинився серед 9 суден, котрі 7 грудня о 23:40 прибули до Сінгори (наразі Сонгкхла) в одній з найпівденніших провінцій Сіаму, неподалік від кордону британської Малаї, та безперешкодно почав вивантажувати війська.

## Операції в Малаї
9 січня 1942-го Кансай-Мару та ще 10 суден вийшли з устя Перлової річки та наступної доби прибули до бухти Камрань на узбережжі В'єтнаму. Більша частина цього загону призначалась для перевезень підкріплень до Сінгори, проте Кансай-Мару та Канберра-Мару мали взяти участь у висадці на островах Анамбас (архіпелаг Ріау) та в Ендау (східне узбережжя півострова Малакка за півтори сотні кілометрів на північ від Сінгапуру). На борту цих двох транспортів перебували військовослужбовці 18-ї дивізії та 96-го аеродромного батальйону (останні мали ввести в дію аеродроми Каханг та Куланг).
20 січня конвой полишив Камрань та під вечір 22 січня прибув до Сінгори. Незадвого до завершення 24 січня Кансай-Мару і Канберра-Мару рушили далі та вранці 26 січня прибули до островів Анамбас, висадка на які не зустріла спротиву. Втім, у другій половині дня сили вторгнення стали ціллю для чотирьох авіанальотів. Кансай-Мару зазнало легких пошкоджень, була також поцілена висадочна баржа, котра стояла під його бортом Кансай-Мару, поранення отримали 12 осіб.
27 січня почалась висадка в Ендау. Два англійські есмінці спробували атакувати транспорти, проте цей напад відбив загін японських бойових кораблів. Пізніше того ж дня поранені з Кансай-Мару були передані на есмінець «Шираюкі».
Біля опівночі 28 січня Кансай-Мару завершило висадку та відбуло з Ендау, при цьому перші 130 км його супроводжував ескорт із двох тральщиків.
20 — 22 лютого 1942 Кансай-Мару та ще 10 суден здійснили рейс із Камрані до сінгори (10-й малайский конвой підкріплень, 10th Malaya Reinforcement Convoy).

## Рейси у березні 1942— серпні 1943
Протягом наступних 18 місяців Кансай-Мару здійснило численні рейси, зокрема, відвідало японські порти Муцуре, Куре, Уджина, Саєкі, побувало в Шанхаї, Мако (важлива база ВМС на Пескадорських островах у південній частині Тайванської протоки), Сайгоні (наразу Хошимін), Сінгапурі, Манілі, Сурабаї (острів Ява), Амбоні (Молуккські острови), Палау (важливий транспортний хаб у західній частині Каролінських островів).

## Рейс до Рабаулу
Наприкінці серпня 1943-го судно вирушило у рейс до Рабаулу — розташованої на острові Нова Британія головної бази японців у архіпелазі Бісмарку, з якої вони провадили операції на Соломонових островах та сході Нової Гвінеї. Спершу 26 серпня — 1 вересня воно у складі конвою O-603 перейшло з японського порту Саєкі на Палау, а 4 вересня рушило далі разом з конвоєм N-404. 9 вересня Кансай-Мару прибуло до Рабаулу.
16 вересня судно вийшло у зворотній рейс разом із конвоєм O-602A, маючи на борту кілька сотень військовослужбовців. О 17:00 18 вересня за три сотні кілометрів на північ від островів Адміралтейства підводний човен Scamp випустив по конвою дві торпеди, одна з яких поцілила Кансай-Мару. Вже о 17:30 віддали наказ про полишення судна, котре затонуло о 2:00 19 вересня. Внаслідок атаки загинуло 23 пасажири та члени екіпажу.